# Jelcz M183M
Jelcz M183M – niskopodłogowy autobus przegubowy Jelcza.

## Konstrukcja
Zastosowano trzy osie portalowe (przednia typu Jelcz 65N, środkowa ZF AVN-132 oraz tylna – napędowa – ZF AV 132/90), a zbiornik paliwa umieszczono pomiędzy przegubem, a trzecimi drzwiami. Zastosowano też opracowany specjalnie do autobusów niskopodłogowych przegub typu Hübner HNGK 9.2. i silnik ułożony poziomo po lewej stronie za tylną osią. Dzięki tym zabiegom zyskano niską podłogę na całej długości pojazdu. Podwozie zaadaptowano z M181M; nadwozie zmieniono częściowo. Zastosowano między innymi równą linię okien, ale większość pozostałych elementów nie zmieniła się względem pierwowzoru.

## Prototyp i eksploatacja
Produkcja seryjna nie ruszyła z uwagi na brak zainteresowania dotychczasowych odbiorców jelczańskich autobusów, w tym Warszawy. Prototyp sprzedano w 2000 roku do przedsiębiorstwa PKS w Żarach. W 2007 roku trafił do PKS w Gliwicach, gdzie obsługuje komunikację miejską w Górnośląskim Okręgu Przemysłowym. W 2009 roku ten wóz został wystawiony na sprzedaż za 95 000 złotych, zaś w 2010 roku został skreślony z ilostanu taboru PKS Gliwice. W marcu 2011 roku zezłomowano jedyny egzemplarz Jelcza M183M.